# ING Cup 2001/02
Der ING Cup 2001/02 war die 33. Austragung der nationalen List A Cricket-Meisterschaft in Australien. Der Wettbewerb wurde zwischen dem 7. Oktober 2001 und 24. Februar 2002 zwischen sechs australischen First-Class-Vertretungen der Bundesstaaten ausgetragen. Im Finale konnte sich New South Wales mit 19 Runs gegen Queensland durchsetzen.

## Format
Die sechs Mannschaften spielten in einer Gruppe jeweils zwei Mal gegen jede andere Mannschaft. Für einen Sieg gab es vier Punkte, für ein Unentschieden oder No Result zwei und für eine Niederlage keinen Punkt. Ein Bonuspunkt wurde vergeben, wenn bei einem Sinn die eigene Runzahl die des Gegners um das 1,25-fache überstieg, ein weiterer, wenn sie sogar mehr als das Doppelte des Gegners betrug. Des Weiteren war es möglich, dass Mannschaften Punkte abgezogen bekamen, wenn sie beispielsweise zu langsam spielten. Der Gruppenerste und -zweite qualifizierte sich für das Finale.

## Resultate

### Gruppenphase
Tabelle
Der Abzug erfolgte auf Grund von zu langsamer Spielweise.
| Teams             | Sp. | S | N | U | R | NR | BP | Ded | Punkte | NRR    |
| ----------------- | --- | - | - | - | - | -- | -- | --- | ------ | ------ |
| Queensland        | 10  | 7 | 3 | 0 | 0 | 0  | 3  | 0   | 31     | +0.454 |
| New South Wales   | 10  | 7 | 3 | 0 | 0 | 0  | 2  | 0   | 30     | +0.166 |
| South Australia   | 10  | 6 | 4 | 0 | 0 | 0  | 3  | 0   | 27     | +0.167 |
| Western Australia | 10  | 5 | 5 | 0 | 0 | 0  | 2  | 0   | 22     | +0.142 |
| Victoria          | 10  | 3 | 6 | 0 | 0 | 1  | 1  | 0   | 15     | −0.441 |
| Tasmanien         | 10  | 1 | 8 | 0 | 0 | 1  | 1  | 0   | 7      | −0.616 |

## Finale
| 24. Februar Scorecard | Brisbane | New South Wales 204 (50)            | – | Queensland 185 (48.5) |
|                       |          | New South Wales gewinnt mit 19 Runs |   |                       |